# Thiasophila canaliculata
Thiasophila canaliculata är en skalbaggsart som beskrevs av Étienne Mulsant och Claudius Rey 1875. Thiasophila canaliculata ingår i släktet Thiasophila, och familjen kortvingar. Arten är reproducerande i Sverige.